# Ranunculus incompletus
Ranunculus incompletus är en ranunkelväxtart som först beskrevs av Fagerstr., och fick sitt nu gällande namn av S. Ericsson. Ranunculus incompletus ingår i släktet ranunkler, och familjen ranunkelväxter. Inga underarter finns listade i Catalogue of Life.